# Месть боксёра. Московский криминалитет
«Месть боксёра. Московский криминалитет» — компьютерная игра в жанре «файтинг». Разработана студией Alligator Friends Software. В России была выпущена 5 апреля 2007 года.

## Сюжет
Известный боксёр ложно обвинён в убийстве, которого он не совершал. Боксёр попадает за решётку, где ему предстоит отстоять свою честь в схватке с уголовным авторитетом. Боксёру удаётся сбежать из тюрьмы и выбраться на свободу. Теперь только он может найти настоящих убийц и восстановить справедливость, попутно избивая прохожих, троллейбусных контролёров, дальнобойщиков и ночных бабочек Москвы всех мастей.

## Игровой процесс
Геймплей состоит из ударов и блоков. При ударах тратится энергия, когда энергия заканчивается, боксёр не может бить и устаёт.

## Критика и отзывы
Игра получила крайне негативные отзывы. На сайте Absolute Games она имеет рейтинг в 3 % (отвратно). Особой критике были подвергнуты графика, примитивный геймплей, малая продолжительность и однообразие игры.